# Kang Yun-mi (shorttrackster)
Kang Yun-mi (Koreaans: 강윤미) (Seoel, 10 februari 1988) is een Zuid-Koreaans voormalig shorttrackster.

## Carrière
Op de wereldkampioenschappen shorttrack junioren won Kang in 2003 zilver en 2004 goud.
Op het wereldkampioenschap shorttrack 2005 won Kang zilver op de 1500 meter, ze werd vijfde op de 1000 meter en won de 3000 meter superfinale. In het eindklassement werd ze hiermee derde.
Bij het shorttrack op de Olympische Winterspelen 2006 won Kang met de andere Zuid-Koreaanse dames de olympische titel op de relay, ze reed niet de finale, maar wel de voorronde en ontving wel de gouden medaille.
1992: Cutrone, Daigle, Lambert, Perreault ·
1994: Chun, Kim S.-h., Kim Y.-m., Won ·
1998: An, Chun, Kim, Won ·
2002: Choi E.-k., Choi M.-k., Joo, Park ·
2006: Byun, Choi, Jeon, Jin, Kang ·
2010: Sun, Wang, Zhang, Zhou ·
2014: Cho, Kim, Kong, Park, Shim ·
2018: Choi, Kim A.-l., Kim Y.-j., Lee, Shim ·
2022: Van Kerkhof, Poutsma, Schulting, Velzeboer